# Psalm 74

Beginn von Psalm 74 in einer Kurfürstenbibel

Der 74. Psalm ist ein Psalm aus dem dritten Buch des Psalters. Nach Zählung von Septuaginta und Vulgata stellt er den 73. Psalm dar. Der Psalm wird durch den 1. Vers Asaf zugeschrieben, einem Sippenvorsteher der levitischen Tempelsänger.

## Inhalt
Der Psalm stellt ein Klagelied dar, in dem Gott gebeten wird, sich an sein Volk und den Berg Zion zu erinnern. Der Psalm beklagt die Entweihung des Tempels durch Feinde. Die Verse 12–17 erinnern an die Taten Gottes bei der Erschaffung der Welt. Nach diesen Taten muss Gott doch auch mit den Feinden seines Volkes fertig werden.